# Patrice Loko
Patrice Loko (født 6. februar 1970 i Sully-sur-Loire, Frankrig) er en fransk tidligere fodboldspiller, der spillede som angriber. Han var på klubplan tilknyttet Nantes, Paris SG, FC Lorient, Montpellier, Olympique Lyon, Troyes og Ajaccio. Med Nantes var han med til at vinde det franske mesterskab i 1995, mens han med Paris SG triumferede i Pokalvindernes Europa Cup i 1996, og den lille franske pokalturnering Coupe de la Ligue i 1998. I 1994-1995 sæsonen blev han også Ligue 1's topscorer med 22 mål.
Loko blev desuden noteret for 26 kampe og syv scoringer for Frankrigs landshold. Han deltog ved EM i 1996 i England. Her scorede han i franskmændenes gruppekamp mod Bulgarien.

## Titler
Ligue 1
- 1995 med FC Nantes

Pokalvindernes Europa Cup
- 1996 med Paris Saint-Germain

Coupe de la Ligue
- 1998 med Paris Saint-Germain